# Dos soledades
La expresión «dos soledades» (en inglés: two solitudes; en francés: deux solitudes), en la sociedad canadiense, se refiere al aislamiento percibido entre las comunidades anglófona y francófona. La expresión, utilizada para ilustrar la falta de comunicación y el alejamiento cultural entre los dos grupos lingüísticos, fue popularizada por la novela Two Solitudes de Hugh MacLennan, publicada en 1945.